# Нічні шепоти
«Нічні шепоти» («Nakties paklydėliai») — радянський художній фільм 1985 року, знятий режисером Ісааком Фрідбергом на Литовській кіностудії.

## Сюжет
У день весілля наречені отримують повідомлення про те, що не пізніше завтрашнього вечора вони повинні прибути до Москви для покупки довгоочікуваного автомобіля. Молоді люди вирушають у подорож. Щасливі, у власному автомобілі, вони повертаються зимовою нічною дорогою до Вільнюса. Але несподівано закінчується бензин і тепер молодята змушені провести кілька годин у машині.

## У ролях
- Інґеборґа Дапкунайте — Інга
- Ігор Костолевський — Александрас
- Олександр Пашутін — Решетов, лейтенант міліції
- Еугенія Плешкіте — мати Александраса
- Аудріс Мечисловас Хадаравічюс — дядько Інги

## Знімальна група
- Режисер — Ісаак Фрідберг
- Сценарист — Ісаак Фрідберг
- Оператор — Володимир Нахабцев
- Композитор — Михайло Муромов
- Художник — Михайло Мальков